# Chromatics
Chromatics fue una banda estadounidense de música electrónica originaria de Portland, Oregon, formada en 2001. Conformada por Ruth Radelet (voz, guitarra, sintetizador), Adam Miller (guitarra), Nat Walker (batería, sintetizador) y Johnny Jewel (productor, multinstrumentista). Inicialmente el sonido de la banda se inclinaba hacia el punk y el lo-fi, siendo descrito como "ruidoso" y "caótico". Después de numerosos cambios en la alineación, que dejaron al guitarrista Adam Miller como el único músico original, la banda empezó a grabar material con la discográfica Italians Do It Better en 2007, con un estilo influenciado por el sonido Italo disco.
Su tercer álbum, Night Drive (2007) fue aclamado por la crítica, y su cuarta producción, Kill for Love, fue publicada el 26 de marzo de 2012. Algunas de las canciones de la agrupación han sido utilizadas en series de televisión como Gossip Girl, Bates Motel, Mr. Robot, Baby y Twin Peaks, y su canción "Tick of the Clock" apareció en la película Drive (2011). En diciembre de 2014, la banda anunció su quinto álbum de estudio, titulado Dear Tommy, precedido por el lanzamiento de varios sencillos ese mismo año. A pesar de este anuncio, el disco nunca fue publicado debido a problemas personales de Johnny Jewel.
El 10 de agosto de 2021, la banda a excepción de Jewel anunció su disolución.

## Músicos
- Ruth Radelet – voz, guitarra, sintetizador
- Adam Miller – guitarra, vocoder
- Nat Walker – batería, sintetizador
- Johnny Jewel – programación, producción

## Discografía

### Estudio
- Chrome Rats vs. Basement Rutz (Gold Standard Laboratories, 2003)
- Plaster Hounds (Gold Standard Laboratories, 2004)
- In the city  (Gold Standard Laboratories, 2006)
- Night Drive (Italians Do It Better, 2007)
- Kill for Love (Italians Do It Better, 2012)
- Running from the sun (Italians Do It Better, 2012)
- Drumless (Italians Do It Better, 2014)
- Cherry  (Italians Do It Better, 2017)
- Camera  (Italians Do It Better, 2018)
- Looking for love  (Italians Do It Better, 2018)
- Closer to grey (Italians Do It Better, 2019)
- Faded Now (Italians Do It Better, 2020)

### Sencillos
- "Beach of Infants"/"Steps" (Hand Held Heart, 2001)
- "Arms Slither Away"/"Skill Fall" (K, 2002)
- "Ice Hatchets"/"Curtains" (Gold Standard Laboratories, 2003)
- "Healer"/"Witness" (Italians Do It Better, 2005)
- "Tick of the Clock" (Italians Do It Better, 2013)[7]
- "Cherry" (Italians Do It Better, 2013)[8]
- "These Streets Will Never Look the Same" (Italians Do It Better, 2013)[9]
- "Yes (Love Theme from Lost River)" (Italians Do It Better, 2015)[10]
- "Just Like You" (Italians Do It Better, 2015)[11]
- "I Can Never Be Myself When You're Around" (Italians Do It Better, 2015)[12]
- "In Films" (Italians Do It Better, 2015)[13]
- "Shadow" (Italians Do It Better, 2015)[14]
- "Girls Just Want to Have Fun" (Italians Do It Better, 2015)[15]